# Trnovski gozd
Trnovski gozd  je kraška planota, ki predstavlja skrajni mejni severozahodni del Krasa. Planinski svet Trnovskega gozda je kraški, brez tekoče vode na površju in razčlenjen z zaprtimi globelmi, kuclji, griči in hribi, jamami, brezni in drobnimi kraškimi oblikami: škrapljami, žlebiči, škavnicami in podobnim. Med kraškimi pojavi so posebej pomembne jame z večnim ledom in snegom. Zaradi opisa rastlinskega obrata  v vzhodnem delu je 385 metrov globoka in 1550 m dolga Velika ledena jama v Paradani svetovno znana. Nekdaj so led iz nje vozili celo v Egipt. 
Najvišji masiv Trnovske planote so Golaki (najvišji vrh je 1495 m visok Mali Golak).
V Trnovskem gozdu so trije naravni rezervati:
- Paradana z naravnim spomenikom Velika ledena jama,
- Golaki s Smrekovo drago,
- Smrečje v Trnovskem gozdu.

## Površje
Na tem območju so vplivi tektonike zelo opazni. Tu najdemo številne kotanje, kraške uvale, majhna kraška polja in ostanke nekdanjih rečnih dolin. Reke so v pliocenu zniževale tektonsko dviganje, ter zasipale doline. Sledove je pustila tudi pleistocenska poledenitev, saj je polzeči led na tedaj pretežno uravnanem površju ustvaril manjše krnice ter talne in čelne morene. Reke so prenašale prod, ga odlagale v nižjih predelih in z njim zapolnile obstoječe kotanje. Na južnem robu je planota Gora, imenovana tudi kar Predmeja (po naselju).

## Kamnine
Na severni strani je očitna tektonska zasnovanost ob dinarsko usmerjenem idrijskem prelomu, na jugu pa se kažejo rezultati tektonskega narivanja mezozojskih apnencev in dolomitov na mlajši eocenski fliš.
V celoti dve tretjini površja pokrivajo apnenci, četrtino dolomit, ostalo pa fliš in nesprijeto gradivo.

## Podnebje
Podnebje Trnovskega gozda določata nadmorska višina in lega. Trnovski gozd je v celinskem temperaturnem območju. Na leto pade povprečno l88l m padavin. Razlike v količinah padavin med meseci so razmeroma majhne. Višek se pojavlja novembra (293mm), medtem ko pa nižek februarja in marca (135mm). Večina zimskih padavin je v obliki snega, še posebej v višjih predelih. Značilen vremenski pojav je burja, ki se s planot spušča proti morju in njeni sunki včasih sežejo čez 100 km/h. Burja na tem območju naredi veliko škode saj ruva drevesa in odpira strehe hiš.

## Vodovje
Kljub obilnim padavinam (med najbolj namočenimi kraji v Sloveniji - tudi čez 3000 mm letno), so kraške planote skoraj brezvodna pokrajina. Zaradi kraškega površja ja razvodnica precej nejasna. Najmočnejši izvir je Hubelj pri Ajdovščini.

## Rastlinstvo
Trnovski gozd je porasel z mešanim bukovo-jelovim gozdom (Abieti-fagetum dinaricum). Najvišje se povzpne na malem Golaku (1495m), ki je na vrhu gol, niže pa poraščen s pritlikavim vrbovjem (Salix sp.) in rušjem (Pinus mugo). V skalnih razpokah rastejo zavarovane rastline, npr. kranjski jeglič (Primula carniolica).
Delež gozda je 75,5 %, se pa zaradi pogozdovanja opuščenih kmetijskih zemljišč še naprej veča. Zaradi slabe dostopnosti je razmeroma ohranil svoje značilnosti. Najvišje vrhove, porašča rušje ali samo trava. V nadmorskih višinah od 700 do 1200 m je razširjen kraški gozd bukve in jelke. Nižje prehaja v podgorske bukove gozdove. Grmovnata plast je slabo razvita.

## Prst
Na krednih in jurskih apnencih ter triasnih dolomitih so se razvile rjave pokarbonatne prsti in rendzine. Le na apnencih z roženci so tudi bolj kisle prsti. Zaradi zakraselosti je debelina prepereline zelo neenakomerna. Obilne padavine prst hitro izpirajo, na bolj izpostavljenih legah pa jo odnaša burja.

## Prebivalstvo
Število prebivalcev leta 1991 je bilo 4534, gostota prebivalstva istega leta pa le 9 ljudi/km² zato je to območje eno izmed najredkeje naseljenih območij na slovenskem. Naseljeno je le na zahodnem delu. Naselja so se oblikovala z novejšo višinsko kolonizacijo. Prevladujejo gručaste vasi in samotne kmetije. Tudi starostna sestava je izrazito neugodna.

## Gospodarstvo
Poleg gozdarstva je zelo pomembno tudi kmetijstvo. Osnovna panoga je živinoreja, v kateri prevladuje govedoreja. Delež kmečkega prebivalstva je 14,4 %. Vse bolj pomemben pa postaja turizem: strma pobočja Trnovskega gozda so pogost cilj pohodnikov, vabljive pa so tudi nekatere kraške oblike, predvsem ledene jame in vrtače zaradi svojih botaničnih značilnosti.